# История на еднорелсовата железница
Терминът „монорелсов път“ или „индустриален монорелсов път“ се използва за описание на редица транспортни системи, при които носител е окачен или се движи върху горна релсова конструкция.
За разлика от добре познатата двойна релсова система съществуват много варианти на транспорт с релсов път, описани като монорелсови, така че проследяването на историята представлява проблем за разграничаване на това какво трябва да се включи и какво да се пропусне.
Според общоприетото определение монорелса е всяко превозно средство с релсово управление, което не използва конусното действие на конвенционалните адхезионни релси за постигане на стабилност на посоката. Това изключва зъбчатите железници и фуникулерите. Друго общоприето правило е, че направляващата линия или релсовият път трябва да са по-тесни от вагона/превозното средство. Повдигнатите, поддържани, задвижвани с кабели системи като Cable Liner и MiniMetro обикновено не се считат за монорелси.
Като се има предвид моделът на развитие на конвенционалните железници, в различните периоди са били приложими различни критерии и мерки за ефективност и са били предложени алтернативни конструктивни решения. Следователно, монорелсовите железници от началото на XIX век нямат голяма прилика с настоящите проекти и са били оптимизирани за различни цели на ефективност, в рамките на различни технологични ограничения.

## Ранни разработки
Най-ранният патент за превозно средство, проектирано да се движи по една релса, може да се проследи до патент № 4618 от 22 ноември 1821 г. в Обединеното кралство. Изобретателят е Хенри Робинсън Палмър, който го описва като „единична линия от релси, поддържана на такава височина от земята, че центърът на тежестта на вагоните да бъде под горната повърхност на релсите“. Превозните средства се разполагат върху релсата, подобно на чифт кошове за панерчета на муле. Задвижването е било с кон.  През 1824 г. е построена линия в корабостроителницата „Дептфорд“ в Лондон, а през 1825 г. друга линия е построена в Чезънт, Хертфордшър. Наречена „Железопътна линия Чезънт“, тази линия влиза в историята, тъй като е първата в света еднорелсова железница за превоз на пътници и първата железопътна линия, открита в Хертфордшър. През 1826 г. е създадена компания за изграждане на линия между Бармен и Елберфелд в Германия, но строителството така и не започва.
През XIX в. проектът на Палмър е подобрен, като са добавени стабилизиращи колела и допълнителни релси (което води до неправилно наименование на „монорелса“). През 1829 г. Максуел Дик въвежда „предпазни релси“ под ходовите релси, за да намали вероятността от дерайлиране. Той формулира и основното предимство на този клас превозни средства: „стълбовете или опорите да бъдат с различна височина в зависимост от обстоятелствата в страната“. С други думи, системата е била по-подходяща за преминаване през пресечен терен.
През 1868 г. Уилям Торолд, M.I.C.E., представя документ, в който предлага монорелсова система, която може да бъде изградена на нивото на земята в или покрай пътищата. На описания от него принцип в Индия са построени еднорелсовите железници на щата Патиала и на долината Кундала.
През 1869 г. Джей Хадън построява монорелсова железница в Сирия, за да замени влака с мулета, използван във военната сфера. Тя е включвала странични направляващи релси, но в основата си е била конструкция с панер, теглена от локомотив с двойни вертикални парни котли.
През 1876 г. генерал Лерой Стоун демонстрира своята еднорелсова железница Centennial Monorail за превоз на пътници, но не успява да използва концепцията и при еднорелсовата железница „Брадфорд и Фостър Брук “, която е закрита само след една година поради смъртоносна експлозия на котела през 1879 г. Около 1879 г. Джоузеф Стрингфелоу разработва подобна „еднорелсова“ система за евентуално използване като „евтина железница“ в Австралия.
Към края на XIX в. основни привърженици на еднорелсовата железница са Чарлз Лартиг и Ф. Б. Бер. Лартиг конструира монорелсите на Палмър в Алжир за транспортиране на трева от еспарто, за да замени мулетата и камилите, въпреки че задвижващата сила е записана като „животинска“. Той демонстрира идеите си и в Париж (1884 г.), Уестминстър (1886 г.), Тур (1889 г.), Санкт Петербург (1894 г.), Лонг Айлънд (1894 г.) и Брюксел (1897 г.). Беър предлага високоскоростна монорелсова железница между Ливърпул и Манчестър, но строителството ѝ така и не започва поради липса на финансова подкрепа.
Най-известната монорелсова железница на Лартиг е „Листоуел и Болибунион“ в Ирландия, която работи от 1888 г. до 1924 г. Част от тази железница оцелява като запазена железница и туристическа атракция.
Последният проект на Лартиг е построен през 1924 г. между магнезиева мина в Кристал Хилс, на около 160 km северно от Лос Анджелис, и железопътна гара в Трона, Калифорния. Използвани са локомотиви, задвижвани с бензин, а релсовият път е монтиран върху комплект дървени А-рамки.

## Окачени и велосипедни железници
През 1886 г. компанията „Енос Електрик Къмпани“ демонстрира висяща монорелса на територията на компанията „Дафт Електрик Лайт Къмпани“ в квартал Грийнвил на Джърси Сити, Ню Джърси, която се доближава на външен вид до по-съвременните монорелси, но най-известната висяща монорелса от тази епоха е Schwebebahn или плаващата железница на Ойген Ланген от Вупертал, която влиза в експлоатация през 1901 г. и все още се използва ежедневно.
Монорелсовата железница във Вупертал следва долината на река Вупер, където конвенционалната железница е доста непрактична. Окачената монорелса, подобно на монорелсата на Палмър, изглежда потенциално по-добро решение за пресечен и планински терен, но тъй като по-голямата част от трасето е върху по-благоприятна територия, тя само в редки случаи предлага цялостно по-добро решение. Късите участъци в планински райони, като например системата, изградена за Ria Copper Co. от Сименс в Пиренеите, изглежда са нишата за този тип монорелси. В този конкретен пример е използвана форма на рекуперативно спиране, така че електроенергията, генерирана от пълните спускащи се камиони, е била достатъчна за задвижване на празните камиони обратно в планината.
През 1890 г. в Лонг Айлънд е построена железницата „Бойнтън Байсикъл“. Проектирана от Хосе Рамон Вилялон, който по-късно става един от най-големите кубински държавници, тази железница се движи по една релса на нивото на земята, но с горна стабилизираща релса, задействана от двойка хоризонтално разположени колела. Железопътната линия функционира само две години, но проектът е възприет и на други места.
През 1908 г. Елфрик Уелс Чалмърс Кърни (1881 – 1960 г.) проектира монорелсов път с горна стабилизираща релса с пружиниращи вертикални стабилизиращи колела, но въпреки че е построен вагон, той така и не е пуснат в експлоатация.
В периода 1910 – 1914 г. монорелсова система, проектирана от Хауърд Х. Тънис, е използвана на железопътната линия „Пелъм парк“ и „Железопътна линия Сити Айлънд“ в Бронкс, Ню Йорк. По време на първото пътуване на монорелсата превозното средство, с изобретателя начело, се изплъзва от опорната долна релса. Въпреки че някои от нюйоркските вестници погрешно съобщават, че инцидентът е бил голяма катастрофа, това не е така и само един от пътниците в колата твърди, че е получил леки наранявания. Вагонът бързо е ремонтиран и монорелсовата железница работи безопасно и редовно от 1911 г. до 1917 г., когато в началото на Първата световна война е демонтирана от военните, тъй като терминалът край Сити Айлънд е реквизиран. Задвижвана от витло окачена монорелса, претендираща за скоростта на самолетите с безопасността и надеждността на железниците, е проектирана от Джордж Бени през 1926 г. и наречена „Релсов самолет Бени“. През 1929 г. близо до Глазгоу е построен демонстрационен модел, но системата не се развива по-нататък в Обединеното кралство.
През 30-те години на ХХ век Русия работи по система, подобна на Bennie Railplane, и дори планира 332-километрова линия през Туркестан с максимална скорост от 290 км/час. Тяхната система е уникална с това, че има два вагона един до друг, окачени на една релса, и всъщност може да се демонтира от релсата, за да пресича реки като амфибия, а след това от другата страна отново да се качи на релсата. И докато елементи от тази система са тествани в Москва, руското правителство вместо това изгражда конвенционална железопътна система.

## Жироскопична монорелсова железница
Може би единствената истинска еднорелсова железница е жироскопичната еднорелсова железница, разработена независимо от Луис Бренън, Август Шерл и Пьотр Шиловски. Това е истински еднорелсов влак, който използва балансираща система, базирана на жироскопи, за да остане изправен. Всички те са демонстрирани с пълномащабни прототипи, но разработването им е спряно от Първата световна война. Проектът на Бренън е сериозно обмислен за северозападната граница на Индия, а правителството на СССР предлага през 1921 г. монорелсов влак между Санкт Петербург (по това време Ленинград) и Царско село. Средствата са изчерпани малко след началото на строителството.
В началото на 30-те години на миналия век град Ню Йорк обмисля да изгради монорелсова система, която би била първата в САЩ.
През 2018 г. проектът за жироскопичен железопътен вагон печели първо място на Германската награда за мобилност. През 2020 г. разработчиците са осигурили държавно финансиране в размер на 3,6 млн. евро за разработване на прототип и се очаква, че изпитанията могат да започнат през 2022 г. Превозните средства ще бъдат проектирани да се движат по съществуващи, но изоставени железопътни линии, като се разминават по съществуващите релси.

## Монорелс „колело върху стомана“
Днес споменатите по-горе превозни средства (с изключение на все още функциониращата монорелсова железница във Вупертал) не представляват много повече от исторически куриози. Предимството на монорелсовия транспорт да преодолява пресечен планински терен е било от значение за времето на разширяване на железопътните мрежи над девствената страна и в повечето случаи конвенционалната железница се е оказвала по-подходящото решение, с изключение на няколко ниши. Монорелсовите трасета рядко са били по-дълги от 96 km и обикновено са били значително по-къси. Моторните превозни средства окончателно изместват монорелсовия транспорт от малкото му нишови приложения.
„Колело върху стомана“ характеризира монорелсовите железници от тази ранна епоха, както и конвенционалните железници, въпреки че някои велосипедни железници могат да реагират срещу стабилизиращата релса, за да увеличат сцеплението, подобрявайки ускорението, спирането и изкачването на хълмове.

## Съвременна епоха
Развитието на автомобилната технология доведе до появата на нов клас монорелсови релси, които не се дължат много на работата на Палмър и Лартиг. Тези превозни средства са окачени на бетонни греди или са разположени върху тях и използват пневматични гуми за подобряване на сцеплението и намаляване на шума в сравнение с ранните монорелсови железници. Те имат повече общо с управляемите автобуси, отколкото с конвенционалните железници. Гредите са по-малко натрапчиви, отколкото въздушните пътища или железопътните линии, и съвременните конструкции могат да се използват за решаване на проблемите с правото на преминаване в претоварените градски центрове при по-ниски разходи в сравнение с тунелите.